# Theresia Kiesl
Maria Theresia Stöbich-Kiesl, avstrijska atletinja, * 26. oktober 1963, Sarleinsbach, Avstrija.
Nastopila je na poletnih olimpijskih igrah v letih 1992 in 1996, ko je osvojila bronasto medaljo v teku na 1500 m. Leta 1998 je osvojila naslov evropske dvoranske prvakinje v isti disciplini. Po petkrat je postala avstrijska državna prvakinja v teku na 800 m in 1500 m ter trikrat v štafeti 4x400 m. Leta 1996 je bila izbrana za avstrijsko športnico leta.